# تومي لا ستيلا
تومي لا ستيلا (بالإنجليزية: Tommy La Stella)‏ هو لاعب كرة قاعدة أمريكي، ولد في 31 يناير 1989 في كلوستر في الولايات المتحدة.

## وصلات خارجية
- تومي لا ستيلا على موقع دوري كرة القاعدة الرئيسي (الإنجليزية)
- تومي لا ستيلا على موقعبيزبول رفرنس.كوم (الدوري الرئيسي) (الإنجليزية)
- تومي لا ستيلا على موقعبيزبول رفرنس.كوم (الدوري الثانوي) (الإنجليزية)
- تومي لا ستيلا على موقع إي إس بي إن.كوم (أم.أل.بي) (الإنجليزية)
- تومي لا ستيلا على موقع مشجعي الرسوم البيانية (الإنجليزية)